# Reste (chanson)
Pour l’article homonyme, voir Reste.
Singles par Maître Gims
Hola Señorita
(2019) Ceci n'est pas du rap
(2019)
Singles par Sting
Morning Is Coming
(2018) 2 In a Million
(2019)
Pistes de Transcendance
Je sais qui t'es
(11) Very Bad Trip
(13)
Reste est une chanson interprétée par Gims avec la participation du chanteur britannique Sting, sortie le 23 août 2019.
La chanson est extraite de Transcendance (réédition de l'album Ceinture noire) sorti en avril 2019. C'est le treizième single de l'album Ceinture noire et le troisième de sa réédition.

## Liste de titres
| 1. | Reste | Maître Gims, Sting, Renaud Rebillaud | 3:51 |

## Crédits et personnel
Crédits adaptés de Tidal :
- Maître Gims : voix, paroles, composition
- Sting : voix, paroles
- Renaud Rebillaud : composition, production
- Jérémie Tuil : ingénieur mixage

## Classements et certifications
| Classement (2019-20)                     | Meilleure position |
| ---------------------------------------- | ------------------ |
| Belgique (Flandre Ultratip 100)          | Tip                |
| Belgique (Flandre Ultratop R&B/Hip-Hop)  | 37                 |
| Belgique (Wallonie Ultratop 50 Singles)  | 9                  |
| Belgique (Wallonie Ultratop 50 Airplay)  | 7                  |
| Belgique (Wallonie Ultratop R&B/Hip-Hop) | 1                  |
| Canada (Adult Contemporary)              | 32                 |
| France (SNEP)                            | 16                 |
| France (SNEP Radio)                      | 3                  |
| France (SNEP Streaming)                  | 27                 |
| France (SNEP Téléchargement)             | 2                  |
| Hongrie (Rádiós Top 40)                  | 30                 |
| Hongrie (Single Top 40)                  | 4                  |
| Portugal (AFP)                           | 169                |
| Roumanie (Romanian Top 100)              | 33                 |
| Suisse (Schweizer Hitparade)             | 91                 |
| Suisse (Charts Romandie)                 | 3                  |

| Classement (2019) | Position |
| ----------------- | -------- |
| France (SNEP)     | 145      |

### Certifications
| Pays           | Certification | Date          | Ventes  |
| -------------- | ------------- | ------------- | ------- |
| Belgique (BEA) | Or            | 13 mars 2020  | 10 000  |
| France (SNEP)  | Platine       | 10 avril 2020 | 200 000 |

## Historique de sortie
| Pays                  | Date         | Format                    | Label                     |
| --------------------- | ------------ | ------------------------- | ------------------------- |
| France / Monde entier | 23 août 2019 | Téléchargement, streaming | Chahawat (Play Two, Sony) |